# Jude Deveraux
Jude Deveraux (nascida a 20 de setembro de 1947 com o nome Jude Gilliam) é uma escritora americana de romances históricos. Deveraux já escreveu mais de 40 obras, muitas das quais estiveram na lista de bestsellers do The New York Times, incluíndo os livros: A Knight in Shining Armor e Remembrance. Já vendeu mais de 50 milhões de cópias em 2016.  Deveraux fez uma aparição no documentátio Where the Heart Roams em 1987.

## Obras literárias
Conhecida pelos seus romances históricos com histórias centradas em heroínas fortes e hábeis, Deveraux escreveu livros com várias épocas históricas como pano de fundo, incluindo o pós-Revolução Americana, e o Colorado e Novo México no século XIX. Muitos dos seus livros seguem as famílias Montgomery e Taggert, contendo personagens recorrentes.
Devereaux excreveu vários romances com histórias de viagens no tempo, e os seus últimos livros têm um ambiente mais contemporâneo. Muitos dos seus livros mais recentes têm também um toque de paranormal.
Em 2009, foi uma de quatro autores que produziram trabalhos para o projeto Vook, uma empresa que produz "vídeo livros" que combinam texto, vídeo e links na Internet numa experiência única.
Deveraux escreveu A Girl From Summer Hill, uma reinvenção contemporânea do livro de Jane Austen Orgulho e Preconceito em 2016.

## Vida pessoal
Deveraux nasceu em Fairdale, Kentucky. Foi casada com Richard Sides de 1967 a 1969. No final dos anos 60 do século XX, conheceu Claude White, com quem começou a viver em 1970. Casaram-se em 1987 e divorciaram-se 1991. No mesmo ano, enquanto estava numa excursão ao Egito com White, conheceu Mohammed Montassir. Casaram-se e tiveram um filho, Sam Alexander Montassir. O seu filho morreu em 2005, com oito anos, quando foi atropelado por um camião, perto da sua casa, na Carolina do Norte.

### Associação com Rose Marks
Em 1991, Deveraux conheceu a psíquica Rose Marks, com o nome "Joyce Michael". Visitou Marks para uma leitura psiquíca, devido a problemas de infertidalidade no seu casamento com White. A sua relação fortaleceu-se depois da morte do filho de Deveraux, e MArks isolou-a do resto da sua família e amigos. Marks ofereceu-lhe a possibilidade de continuar a contactar o seu filho e salvá-lo de "ficar preso entre o Céu e o Inferno".
Ao longo de 17 anos, Marks conseguiu extrair entre 17 a 20 milhões de dólares de Deveraux, deixando-a quase falida apesar da sua lucrativa carreira como escritora. Marks disse a Deveraux, bem com a outras vítimas, que o seu dinheiro e bens valiosos estavam amaldiçoados por uma influência maligna e precisavam de lhe ser dados para rituais de "purificação espiritual" e que depois lhes seriam devolvidos. Marks foi considerada culpada de fraude num julgamento de 2013, e perdeu um apelo à sentença em 2016.

### A família Montgomery/Taggert
- Ordem de publicação

1. The Black Lyon (1980) [Ranulf de Warbrooke & Lyonene Tompkins, 1275]
  - O Leão Negro (em Portugal, Quinta Essência, 2022)
2. The Velvet Promise (1981) [Gavin Montgomery & Judith Revedoune, 1501]
  - Promessa de Veludo (em Portugal, Quinta Essência, 2018)
3. Highland Velvet (1982) [Stephen Montgomery & Bronwyn MacArran, 1501]
  - Pele de Veludo (em Portugal, Quinta Essência, 2020)
4. Velvet Song (1983) [Raine Montgomery & Alyxandra Blackett, 1502]
  - Balada de Veludo (em Portugal, Quinta Essência, 2021)
5. Velvet Angel (1983) [Miles Montgomery & Elizabeth Chatworth, 1502]
  - Anjo de Veludo (em Portugal, Quinta Essência, 2023)
6. Twin of Ice (1985) [Kane Taggert & Houston Chandler, 1892]
7. Twin of Fire (1985) [Leander Westfield & Blair Chandler, 1892]
8. The Temptress (1986) [Christiana Montgomery Mathison & Tynan Dysan, 1896]
9. The Raider (1987) [Jessica Taggert & Alexander Montgomery, 1766]
10. The Princess (1987) [Jarl Tynan "J.T." Montgomery & Princess Victoria Jura "Aria" Cilean Xenita, 1942]
11. The Awakening (1988) [Amanda Caulden & Henry "Hank" Montgomery, 1913]
12. The Maiden (1988) [Prince Rowan & Princess Jura, 1299]
13. A Knight in Shining Armor (1989) [Nicholas Stafford & Dougless Montgomery, 1988-1564]
14. Wishes (1989) [Jocelyn "Jace" Montgomery & Nellie Grayson, 1896]
15. Mountain Laurel (1990) [Maddie Worth & Christopher Hring "'Ring" Montgomery, 1859]
16. The Duchess (1991) [John "Trevelyan" Montgomery & Claire Willoughby, 1883]
17. Eternity (1992) [Carrie Montgomery & Joshua Greene Templeton, 1865]
18. Sweet Liar (1992) [Samantha Elliot & Michael Taggert, 1991]
19. "The Invitation" from The Invitation (1994) [Jacqueline O'Neill & William "Billy" Montgomery, 1934] - "Matchmakers" from The Invitation (1994) [Cale Anderson & Kane Taggert, 1991]
20. A Holiday of Love (1994) - "Change of Heart" from Holiday of Love (1994) [Frank Taggert & Miranda Harcourt (Stowe)]
  - Coisas do Coração (em Portugal, Edições ASA, 2019)
21. "Just Curious" from A Gift of Love (1995) [Macallister J. Taggert & Karen Lawrence]
  - Coisas do Coração (em Portugal, Edições ASA, 2019)
22. The Heiress (1995) [Axia Maidenhall & Jamie Montgomery, 1572]
23. High Tide (1999) [Fiona Burkenhalter & Paul "Ace" Montgomery]
24. Forever... (2002) [Darci Monroe & Adam Montgomery]
25. Forever and Always (2003) [Darci Monroe & Adam Montgomery]
26. Holly (2003) [Nick Taggert & Hollander Latham]
27. Always (2004) [Darci Monroe & Adam Montgomery]
28. Someone to Love (2007) [Jace Montgomery & Nightingale Smythe, 2005]
  - Alguém Para Amar (em Portugal, Quinta Essência, 2011)
29. True Love (2013) [Alix Madsen & Jared Montgomery]
30. For All Time (2014) [Alix Madsen & Jared Montgomery]
31. Ever After (2015) [Hallie Hartley & James Taggert]
32. Met Her Match (2019) [Nate Taggert & Terri Rayburn]

#### TrilogiaPara Sempre(Montgomery/Taggert)
1. Forever... A Novel of Good and Evil (2002) [Darci T. Monroe & Adam Montgomery]
2. Forever and Always (2003) [Darci Montgomery & Lincoln Ames]
3. Always (2004) [Darci Montgomery & Jack Rose, 2004-1843]

#### TrilogiaNoivas de Nantucket(Montgomery/Taggert)
1. True Love (2013) [Alixandra Madsen & Jared Montgomery Kingsley VII, 2012]
  - Amor Verdadeiro (em Portugal, Quinta Essência, 2015)
2. For All Time (2014) [Toby Wydnam & Graydon Montgomery]
  - Para Todo o Sempre (em Portugal, Quinta Essência, 2016)
3. Ever After (2015) [Hallie Hartley & James Taggert]
  - Contigo para a Eternidade (em Portugal, Quinta Essência, 2017)

### SérieJames River
- Ordem cronológica

1. Sweetbriar (1983) [Linnet Tyler & Devon Macallister, 1784]
2. Counterfeit Lady (1984) [Nicole Courtelain & Clayton Armstrong, 1794]
3. Lost Lady (1985) [Regan West & Travis Stanford, 1797]
4. River Lady (1985) [Leah Simmons & Wesley Stanford, 1803]

### A famíliaPeregrine
- The Taming (1989) [Rogan Peregrine & Lianna Neville, 1445]
- The Conquest (1991) [Zared Peregrine & Tearle Howard, 1447]

### SérieLegend
- Legend (1996) [Cole Tarik Jordan & Kady Long, 1996-1873]
- "The Teacher" from Upon a Midnight Clear (1997) [Cole Jordan & Kathryn DeLonge, 1880s]

### Série Summer House
1. The Summerhouse (2001)
  - A Casa de Verão (em Portugal, Bertrand Editora, 2018; 11X17, 2021)
2. Return to Summerhouse (2008)
  - Regresso à Casa de Verão (em Portugal, Bertrand Editora, 2019)
3. As You Wish (2018)

### Série Endenton
1. First Impressions (2005)
2. Carolina Isle (2006)

### Série Edilean
- Ordem cronológica

1. Lavender Morning (2009) [Jocelyn Minton & Luke Connor]
  - Jardim de Alfazema (em Portugal, Quinta Essência, 2010; BIS 2013)
2. Days of Gold (2009) [Edilean Talbot & Angus McTern, 1766, Scotland and Virginia]
  - Dias de Ouro (em Portugal, Quinta Essência, 2011)
3. Scarlet Nights (2010) [Sara Shaw & Mike Newland]
  - Perfume de Paixão (em Portugal, Quinta Essência, 2011)
4. The Scent of Jasmine (2010) [Catherine "Cay" Harcourt & Alex McDowell, 1799]
  - Perfume de Jasmim (em Portugal, Quinta Essência, 2013)
5. Heartwhishes (2011) [Gemma Ranford & Colin Frazier]
  - Desejos do Coração (em Portugal, Quinta Essência, 2012)
6. Moonlight in the Morning (2011) [Jecca Layton & Tristan Aldredge]
  - Amanhecer ao Luar (em Portugal, Quinta Essência, 2014)
7. Stranger in the Moonlight (2012) [Kim Aldredge & Travis Merrit]
  - Estranhos ao Luar (em Portugal, Quinta Essência, 2016)
8. Moonlight Masquerade (2013) [Sophie Kincaid & Reede Aldredge]
  - Máscaras ao Luar (em Portugal, Quinta Essência, 2017)
9. Change of Heart (2014) [Eli & Chelsea] (Sequela do conto Change of Heart em A Holiday of Love)

#### Trilogia Ao Luar
- Esta trilogia passa-se em Edilean, VA. Não faz parte da sequência original, mas contém personagens que apareceram nela.

1. Moonlight in the Morning (2011) [Jecca Layton & Dr. Tristan Aldredge]
2. Stranger in the Moonlight (2012) [Kim Aldredge & Travis Maxwell]
3. Moonlight Masquerade (2013) [Dr. Reede Aldredge & Sophie Kincaid]

### Romances de Summer Hill
1. The Girl from Summer Hill (2016)
2. Met Her Match (2019)

### Mistérios da Medlar
1. A Willing Murder (2018)
  - Um Crime Anunciado (em Portugal, Quinta Essência, 2019)
2. A Justified Murder (2019)
  - Um Crime Exagerado (em Portugal, Quinta Essência, 2019)
3. A Forgotten Murder (2020)
  - Um Crime Esquecido (em Portugal, Quinta Essência, 2021)
4. A Relative Murder (March 29, 2022)
  - Um Crime Familiar (em Portugal, Quinta Essência, 2022)

### Providence Falls(com Tara Sheets)
1. Chance of a Lifetime (2020)
2. An Impossible Promise (September 21, 2021)
3. Thief of Fate (October 25, 2022)

### Outros
- The Enchanted Land (1978)
- Casa Grande (1982)
- "A Perfect Arrangement" from The Invitation (1994)
- Remembrance (1994)
- An Angel for Emily (1998) [Emily Jane Todd & Michael]
- The Blessing (1998) [Amy Thompkins & Jason Wilding]
- Temptation (2000)
- "Unfinished Business" from A Season in the Highlands (2000)
- The Mulberry Tree (2002) [Lillian Manville (Bailey James) & Matthew Longacre]
- Wild Orchids (2003)
- Secrets (2008)
- Meant to Be (2021)
- My Heart Will Find You (2023)
  - O Meu Coração Vai Encontrar-te (em Portugal, Quinta Essência, 2024)

### Antologias
- A Holiday of Love  (1994)
- A Gift of Love (1996)
- Upon a Midnight Clear (1997)
- Simple Gifts (1998)
- A Season in the Highlands (2000)